# Алоизий Могарыч
Алои́зий Могары́ч (лат. Aloisius в сочетании с русским вульгаризмом «магарыч») — второстепенный персонаж романа «Мастер и Маргарита» Михаила Булгакова. Журналист, написавший донос на Мастера и поселившийся впоследствии в его подвальчике в одном из арбатских переулков.

## Описание персонажа
Историю знакомства с Алоизием Мастер рассказывает поэту Ивану Бездомному в психиатрической клинике профессора Стравинского:

— Настали совершенно безрадостные дни. Роман был написан, больше делать было нечего, и мы оба жили тем, что сидели на коврике на полу у печки и смотрели на огонь. Впрочем, теперь мы больше расставались, чем раньше. Она стала уходить гулять. А со мной случилась оригинальность, как нередко бывало в моей жизни… У меня неожиданно завелся друг. <…> Отрекомендовался он мне журналистом. <…> Да, но чем, собственно говоря, он меня привлек? Дело в том, что вообще человек без сюрприза внутри, в своем ящике, неинтересен. Такой сюрприз в своем ящике Алоизий (да, я забыл сказать, что моего нового знакомого звали Алоизий Могарыч) — имел.— Булгаков М. А. Белая гвардия. Театральный роман. Мастер и Маргарита / ред. Волина В., Саакянц А. — М.: Художественная литература, 1973. — С. 560—561.
О предательстве соседа, которого Мастер считал своим другом, он узнал только от Воланда. В наказание Азазелло отправляет Могарыча «вон» то ли через окно, то ли через дверь «нехорошей квартиры». Как выясняется в эпилоге:

Опомнившись, примерно через сутки после визита к Воланду, в поезде, где-то под Вяткой, Алоизий убедился в том, что, уехав в помрачении ума зачем-то из Москвы, он забыл надеть брюки, но зато непонятно для чего украл совсем ненужную ему домовую книгу застройщика. Уплатив колоссальные деньги проводнику, Алоизий приобрел у него старую и засаленную пару штанов и из Вятки повернул обратно. Но домика застройщика он, увы, уже не нашел. Ветхое барахло начисто слизнуло огнем. Но Алоизий был человеком чрезвычайно предприимчивым, через две недели он уже жил в прекрасной комнате в Брюсовском переулке, а через несколько месяцев уже сидел в кабинете Римского. И как раньше Римский страдал из-за Степы, так теперь Варенуха мучился из-за Алоизия. Мечтает теперь Иван Савельевич только об одном, чтобы этого Алоизия убрали из Варьете куда-нибудь с глаз долой, потому что, как шепчет иногда Варенуха в интимной компании, «такой сволочи, как этот Алоизий», он будто бы никогда не встречал в жизни и что будто бы от этого Алоизия он ждет всего, чего угодно.— Булгаков М. А. Мастер и Маргарита. — Франкфурт-на-Майне: ПОСЕВ, 1969. — С. 493.

## Происхождение персонажа
Показан в романе и действительно «подозрительный» иностранец — «сиреневый джентльмен», неожиданно заговоривший в Торгсине по-русски… Цепочку «наушников» замыкает Алоизий Могарыч (Е. С. Булгакова называла мне имя его реального прототипа — переводчик Эммануил Жуховицкий, секретный — что ни для кого в московской среде не составляло секрета — сотрудник «органов», ими же в конце концов и расстрелянный и, по иронии судьбы, реабилитированный в 1990-е годы по моему запросу…). В описании его зловещего участия в судьбе Мастера табуированное слово «донос» заменено подчеркнуто неподходящим (что и должно было послужить сигналом для читателя) словом «жалоба»: «Это вы <…> написали на него жалобу с сообщением о том, что он хранит у себя нелегальную литературу?»— Чудакова М. О. О «закатном романе» Михаила Булгакова. — М.: ЭКСМО, 2019. — С. 43.

## Образ Алоизия Могарыча в кинематографе
| Название           | Страна | Год  | Режиссёр        | В роли Алоизия Могарыча | Примечания |
| ------------------ | ------ | ---- | --------------- | ----------------------- | ---------- |
| Мастер и Маргарита | Польша | 1988 | Мацей Войтышко  | Ежи Карашкевич          |            |
| Мастер и Маргарита | Россия | 1994 | Юрий Кара       | Валерий Носик           |            |
| Мастер и Маргарита | Россия | 2005 | Владимир Бортко | Геннадий Богачёв        | телесериал |
| Мастер и Маргарита | Россия | 2023 | Михаил Локшин   | Александр Яценко        |            |